# Colobostema variatum
Colobostema variatum är en tvåvingeart som beskrevs av Cook 1956. Colobostema variatum ingår i släktet Colobostema och familjen dyngmyggor. Inga underarter finns listade i Catalogue of Life.